# 新西兰
紐西蘭，位於太平洋西南部的主權島國，是英聯邦王國紐西蘭王國的主體部分，首都为惠灵顿，最大的城市則为奥克兰。紐西蘭主要由兩大島嶼组成，即北岛（Te Ika-a-Māui）和南岛（Te Waipounamu），两岛以庫克海峽分隔，首都惠灵顿即位于北岛南端，首都轄境还包含了一些小岛。紐西蘭是世界第六大島嶼國家。
紐西蘭与澳大利亚隔塔斯曼海相望，距離澳洲東海岸约1,500公里，与南太平洋群岛的新喀里多尼亚、汤加和斐济相隔大约1,000公里，特殊的地理位置令紐西蘭成为最后几个為人类到達並定居的地区之一。野生生物由於長時間的與世隔離，发展出与众不同且具有多样性的生態環境。由於陆地构造抬升及火山噴發，紐西蘭地形多變，南阿爾卑斯山脈縱貫南島中西部。
紐西蘭遍佈旅遊景點，以純淨的自然環境聞名。因為紐西蘭國內自然資源豐富，民眾生活品質高，是為數不多的南半球發達國家。紐西蘭常年在聯合國開發計劃署公佈的人類發展指數報告中名列前茅，曾在2010年位列第三，最新排名為2019年的第14位。

## 历史
紐西蘭乃世上最年輕的移民國家之一。波里尼西亞移民約在西元500年至1300年間抵達，成為紐西蘭的原住民毛利人。

毛利人可能是從臺灣移民到美拉尼西亞，然後向東前往社會群島的人的後裔；在暫停了70至265年後，新一輪的探索浪潮導致了紐西蘭的發現和定居

首批已知到此的歐洲人是奉荷蘭東印度公司之命而來的荷蘭人亞伯·塔斯曼（Abel Tasman，1603年－1659年10月10日）所帶領的船隊，在1642年抵達“南北島”西岸。當時他們誤認為該地屬於斯塔滕島，故命名為Staten Landt（斯塔滕地）。後來亨德里克·布勞沃爾於1643年證明斯塔滕島只是一個小島，同時荷蘭繪圖師將該地名稱改為Nieuw Zeeland，得名於荷蘭本土的澤蘭省。
1769年，英國庫克船長（James Cook，1728年11月7日－1779年2月14日）先後五次到訪南太平洋仔細研究紐西蘭，並為紐西蘭繪製地圖。其最初的地圖，把斯圖爾特島當作一個半島，把班克斯半島當做一個島嶼。
1788年，英國將紐西蘭劃入澳大利亞新南威爾斯殖民地中，正式成為英國的殖民地。直到1841年7月，紐西蘭才從新南威爾斯殖民地分割出來，正式成為紐西蘭殖民地。
1840年，英国与新西兰联合部落签订《懷唐伊條約》後，紐西蘭成為英國殖民地。但該條約有英文與毛利文二版本，英國皇室代表簽了英文版，毛利人簽了毛利文版。毛利文版承諾保证毛利人对土地和财产的「tino rangatiratanga」，该詞在毛利文中意為“自决”或“主权”，而英文版的对应词汇却是“possession”（领有、占有），雙方對文意及解讀不同。這詞和其他一些問題至今仍為紐西蘭政府與毛利人間的芥蒂。比如海床和前灘的所有權歸屬問題。
1901年，塔斯曼海另一邊的澳洲各個英國殖民地；包括新南威爾斯、維多利亞、昆士蘭、西澳州、南澳州、塔斯馬尼亞以及紐西蘭決定成立一個新國家澳大利亞聯邦，從殖民地轉變為澳洲聯邦下的州政府。紐西蘭殖民地原本有極大興趣加入澳洲聯邦，還積極參與擬訂澳洲聯邦憲法，不過最後紐西蘭仍決定自行獨立。
1845年至1872年發生爭奪土地的毛利戰爭，1920年代，新西蘭作家詹姆士·考恩首次將這段歷史稱為“新西蘭戰爭”，這稱呼在1987年開始為新西蘭歷史學家詹姆斯·貝利奇廣泛流傳。其中最為激烈的戰鬥發生在1860年代，主戰場位于北岛中部（懷卡托地區）。1864年英軍投入的總人數達到18000人（含步兵、騎兵和炮兵），對戰4000毛利戰士。毛利人使用防禦工事抵擋炮彈，並成功阻擊步兵，1800名毛利戰士和800歐洲军人在战斗中牺牲，最后整個毛利戰爭造成了共计2154名毛利人死亡。北島約1.6萬平方公里土地被英國沒收，其中過半數之後付了錢或退還給了毛利人。

### 大事記
- 200-500年，紐西蘭大概已經有人類活動。
- 1000-1200年，可能是第一批毛利人定居的大致時間範圍。
- 1840年，英国与新西兰联合部落簽訂懷唐伊條約，紐西蘭成為英國殖民地。
- 1845-1872年，紐西蘭發生英國殖民者與毛利人之間的紐西蘭土地戰爭。
- 1893年，紐西蘭是世界上第一個給予婦女投票權的國家。
- 1907年，紐西蘭成爲英國自治領。
- 1947年，紐西蘭從英國獨立擁有獨立自主權。
- 1999年，海倫·克拉克成為紐西蘭第一位民主選舉的女性總理。[15]
- 2002年2月12日，總理海倫·克拉克就一百年前紐西蘭向入境的華人徴收人頭稅的種族歧視政策向全體紐西蘭華人道歉。
- 2011年2月22日，基督城發生6.3級地震，有145人喪生，當地保險業損失一百二十億美元（折合一百六十億紐元）。
- 2019年3月15日，嫌犯布倫頓·塔蘭特闖入基督城的光明清真寺和林伍德伊斯蘭中心亂槍掃射，造成51人死亡。
- 2020年2月28日，紐西蘭出現第一宗2019冠狀病毒病病例；3月29日，紐西蘭南島西部出現第一宗2019冠狀病毒病死亡病例。

## 政治
紐西蘭是君主立宪制西敏制议会民主制，因此並無成文宪法。紐西蘭国家元首是紐西蘭君主為查爾斯三世國王，由英國君主兼任，且僅保留象徵權力；由於他長年不在國內，总督為君主在國內的代表。行政實權由民選議會信任的總理行使。
紐西蘭國會实行一院制的眾議院，任期不長於三年，有120个席位，1996年開始采用單一選區兩票制與聯立制（Mixed-Member Proportional representation，MMP），各政党依其政党得票比例分配席位，故可設增額席次。
現在國會主要政党有工黨（Labour Party）、國家黨（National Party）、綠黨（Green Party）、毛利黨（Maori Party）、行動黨（Act New Zealand）。因為MMP聯立制選舉，通常最大政党无法取得過半数席位，必须联合小黨组成联合政府。甚至出現大選得票最多的政黨，不能執政的狀況。在2017年10月的大選中，國家黨得票第一，但工党與優先黨（新西蘭第一）共同聯合組閣，組建一個綠黨支持的聯合政府。
現任總理是國家黨的克里斯托弗·盧克森。

## 地理
紐西蘭有活的地形教室之稱。紐西蘭包含两个主要岛屿，南岛与北島，此外还有周围一些小岛；两岛之间为库克海峡；而首都威靈頓則位於北島的南端。
山地约占总面积的一半，其余为平原丘陵和高原；南岛西部有高大的南阿尔卑斯山脉，最高峰库克山，海拔3764米，多冰川和湖泊；北岛东部地势较高，中、西部有广大的火山区，多湖泊、瀑布、溫泉，湖泊周围为平原；河流短小湍急，極富水力。
新西蘭的氣候介於溫帶和寒帶之間，属于温带海洋性气候。南島的平均氣溫大約在8攝氏度，北島的平均氣溫大約在16攝氏度。一月和二月是最熱的月份，七月是最冷的月份。除了奧塔哥中部地區之外，新西蘭的溫差并不大，但有時天氣會在短時間內迅速變化。北島地區的氣候接近亞熱帶地區，夏季最高氣溫可達24-28度，奧塔哥中部的最高氣溫常達到30-34度。新西蘭的低窪地區年降水量可達600至1600 mm。南島的西海岸地區降水最多，而南島東海岸地區、坎特伯雷平原和奧塔哥中部地區降水最少（年降水量約350 mm）。克萊斯特徹奇（又稱為基督城）是新西蘭最乾旱的城市，年降水量約有640 mm。漢密爾頓是新西蘭降水量最多的城市，年降水量達1325mm，之後是奧克蘭。南島西南部的一些地區年降水量在5000至8000毫米之間，一些山谷的降水量達到15,000 mm，是世界上降水量最多的地區之一。

## 行政區劃

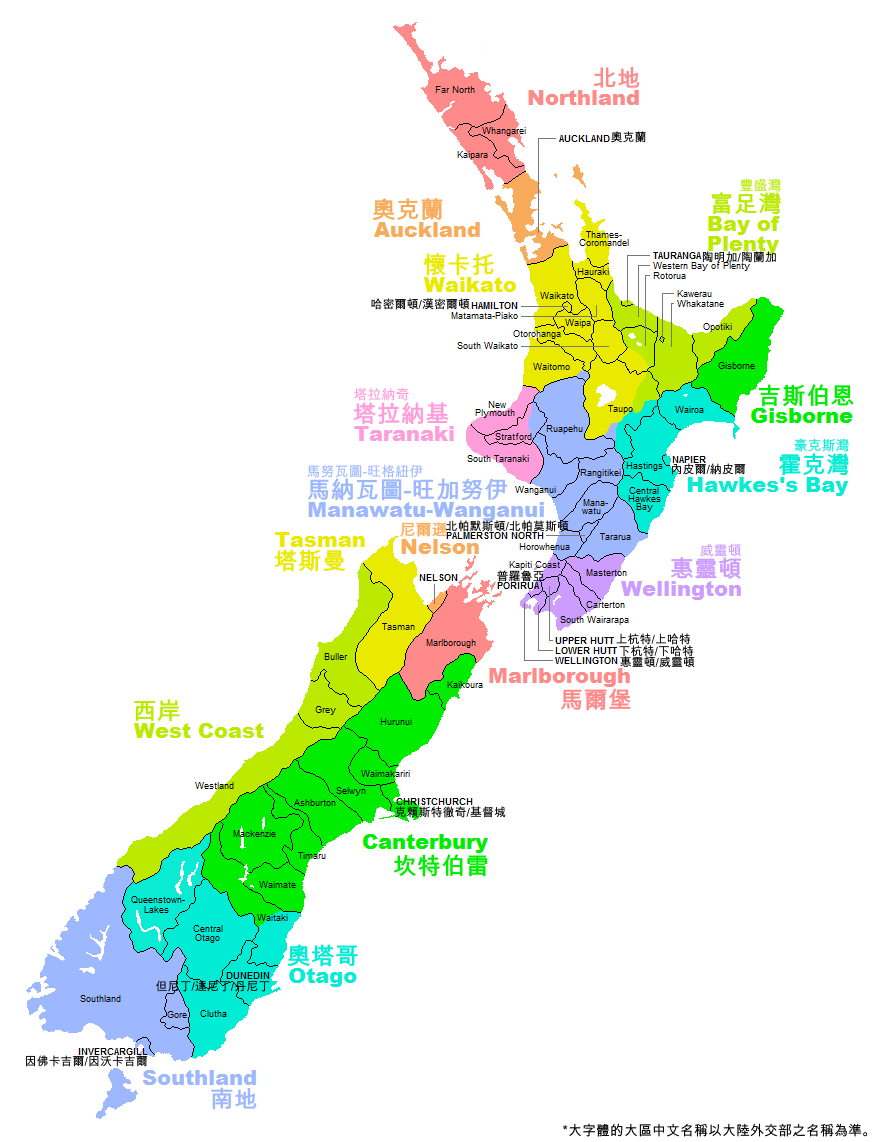
紐西蘭行政區劃

紐西蘭王國（Realm of New Zealand），是大英國協內的15個王國之一。紐西蘭王國包括紐西蘭本地、庫克群島、紐埃、托克勞、南極羅斯屬地5個境域。
紐西蘭本地則劃分為16個大區及查塔姆群島領地，其中奧克蘭、吉斯伯恩、塔斯曼、尼爾遜、馬爾堡等5個大區及查塔姆群島領地為單一管理區*：
- 北地
- 奧克蘭（Auckland）*
- 懷卡托（Waikato）
- 豐盛灣（Bay of Plenty）
- 吉斯伯恩（Gisborne）*
- 豪克斯灣（Hawke's Bay）
- 塔拉納奇（Taranaki）
- 馬納瓦圖-旺阿努伊（Manawatu-Wanganui）
- 威靈頓（Wellington）
- 塔斯曼（Tasman）*
- 尼爾遜（Nelson）*
- 馬爾堡（Marlborough）*
- 西岸
- 坎特伯雷（Canterbury）
- 奧塔哥（Otago）
- 南地
- 查塔姆群島*（Chatham Islands）

| 行政區劃     | 行政區劃                | 行政區劃                    | 行政區劃       | 行政區劃   | 行政區劃              | 行政區劃          | 行政區劃          | 行政區劃          |
| ------------ | ----------------------- | --------------------------- | -------------- | ---------- | --------------------- | ----------------- | ----------------- | ----------------- |
| 大英國協王國 | 紐西蘭王國              | 紐西蘭王國                  | 紐西蘭王國     | 紐西蘭王國 | 紐西蘭王國            | 紐西蘭王國        | 紐西蘭王國        | 紐西蘭王國        |
| 國家／國土   | 新西兰                  | 新西兰                      | 新西兰         | 新西兰     | 庫克群島 · （聯繫邦） | 纽埃 · （聯繫邦） | 托克勞 · （屬地） | 罗斯属地 （屬地） |
| 大區         | 11大區 （非單一管理區） | 5大區 5郡2市 （單一管理區） | 查塔姆群岛領地 | 3離島      | 庫克群島 · （聯繫邦） | 纽埃 · （聯繫邦） | 托克勞 · （屬地） | 罗斯属地 （屬地） |
| 郡市         | 56郡13市                | 5大區 5郡2市 （單一管理區） | 查塔姆群岛領地 | 3離島      | 庫克群島 · （聯繫邦） | 纽埃 · （聯繫邦） | 托克勞 · （屬地） | 罗斯属地 （屬地） |

備註
| - 部份區市位於兩個以上區境內。 - 單一管理區將區市兩級行政區劃合併。 - 查塔姆群島領地由查塔姆群島議會管轄。 - 紐西蘭域外領土是不於地方政府管轄範圍內的離島，包括位於克馬德克群島、三王群島及亞南極群島。 | - 庫克群島及紐埃是紐西蘭的聯繫國。 - 托克勞是由紐西蘭管轄的属地。 - 羅斯屬地是紐西蘭於南極的屬地。 |

### 城市

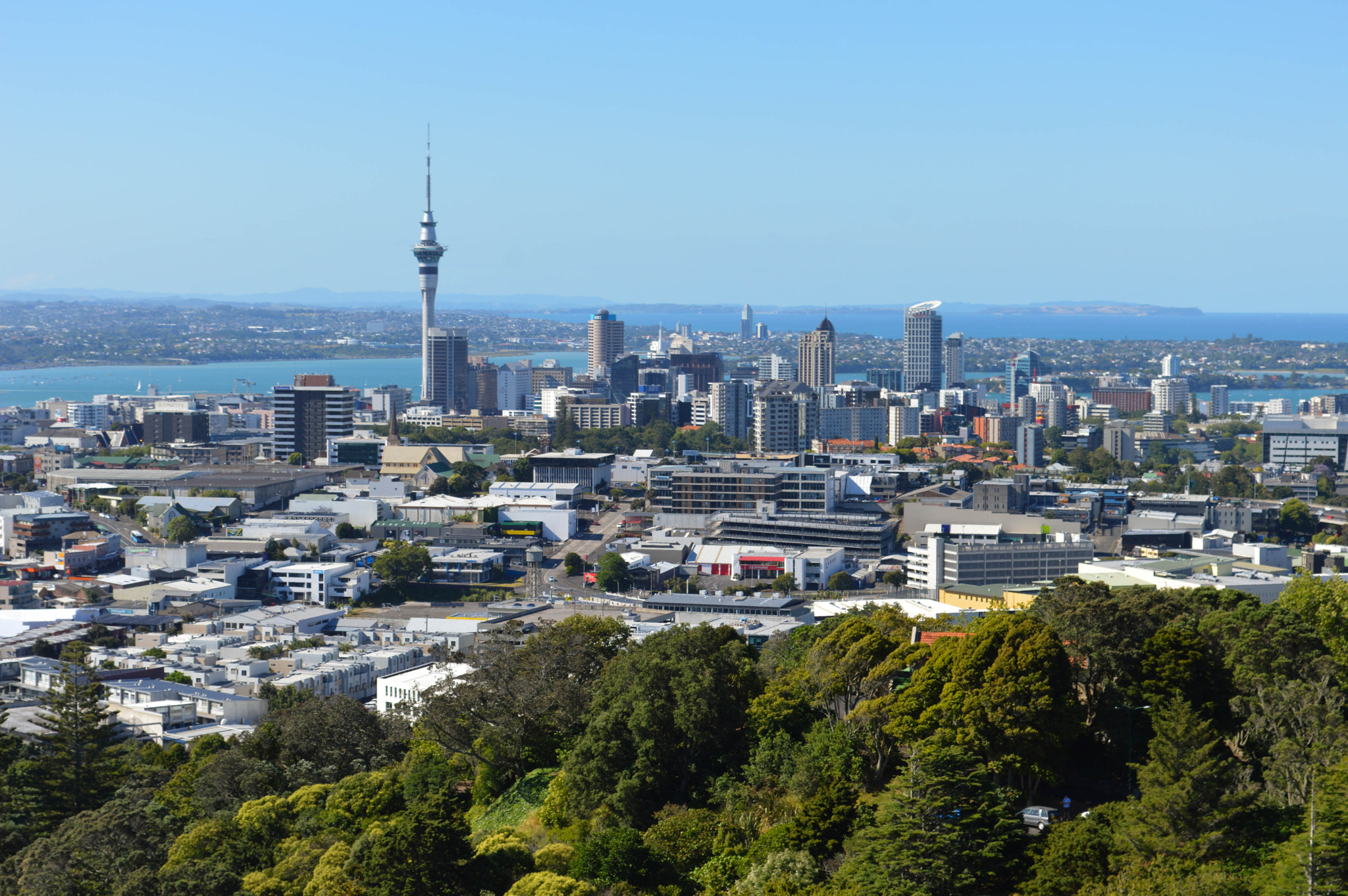
奥克兰
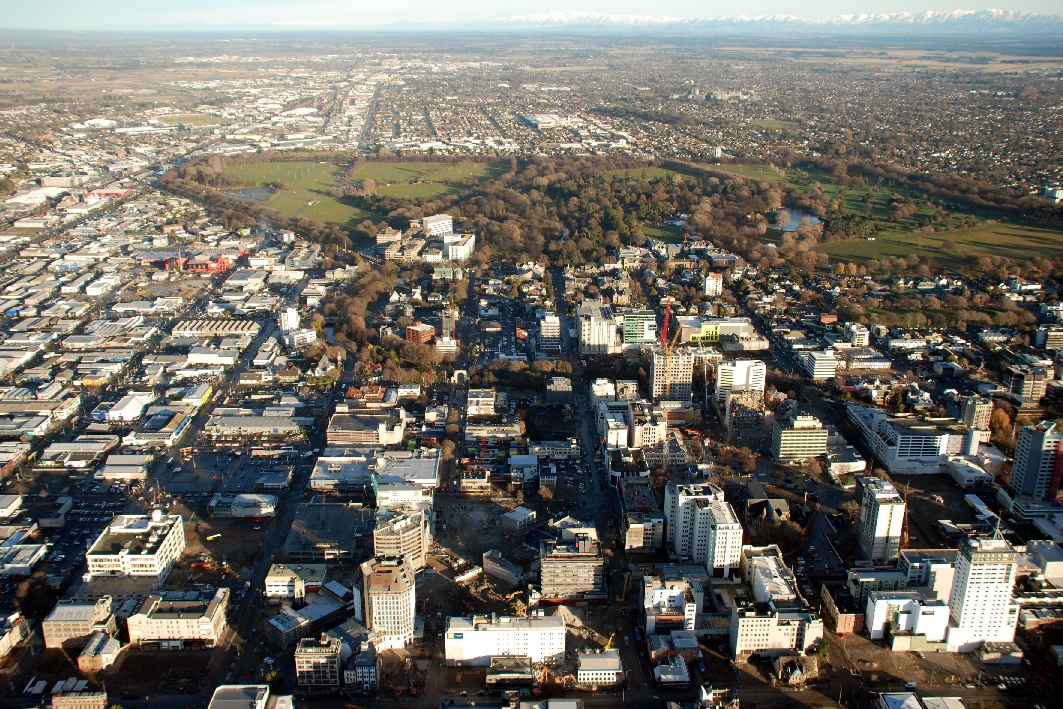
克赖斯特彻奇
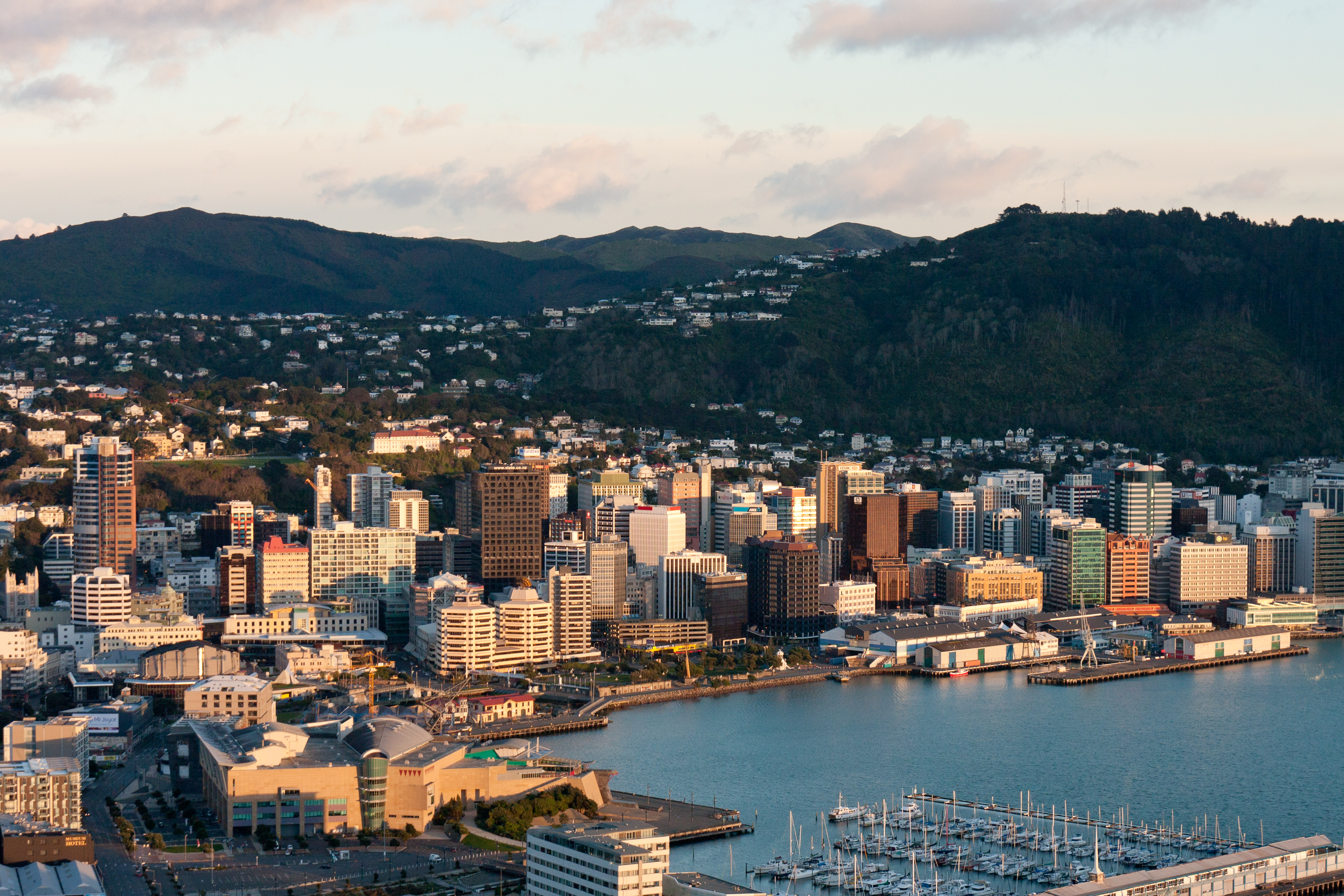
惠灵顿
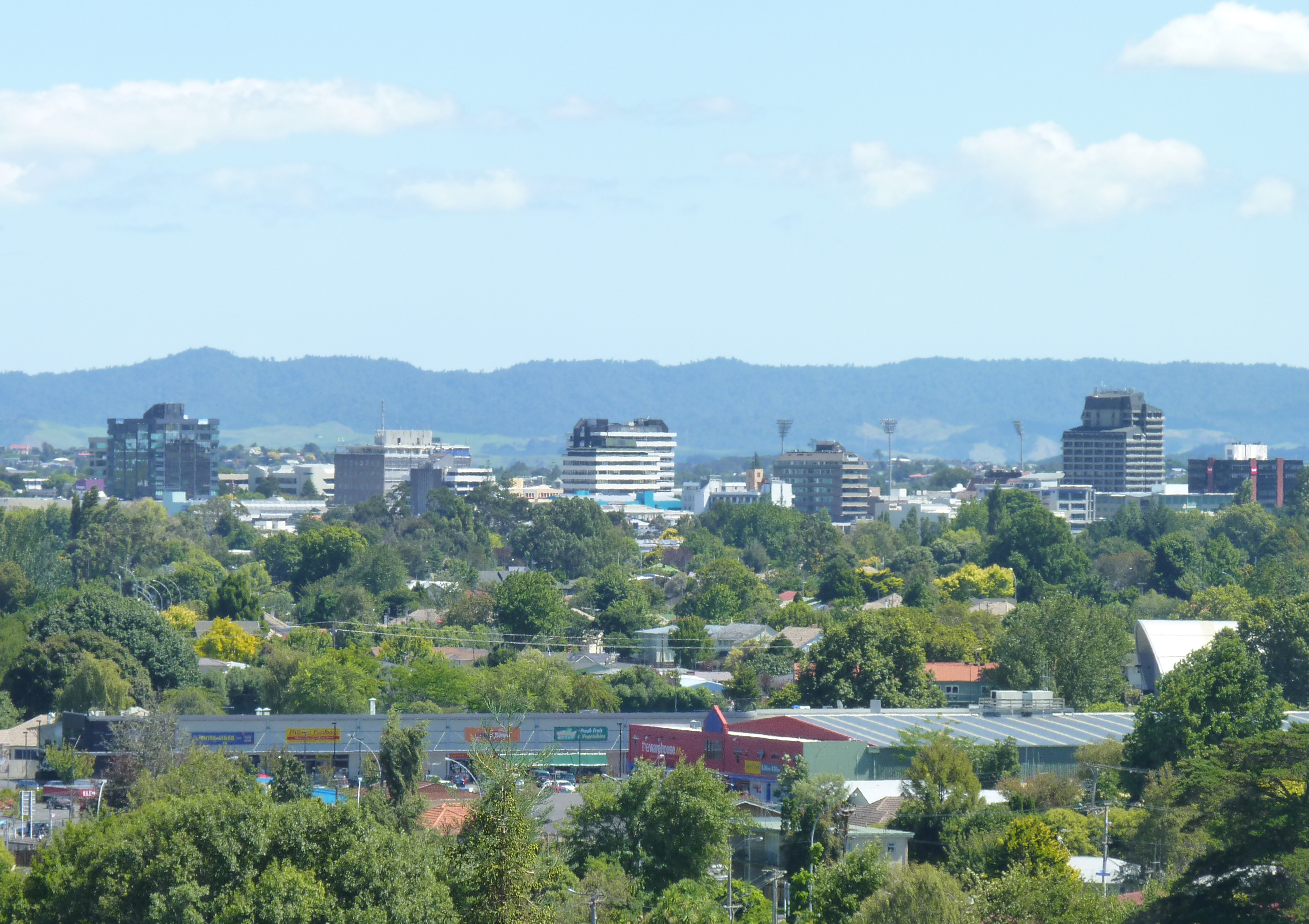
哈密尔顿

## 經濟

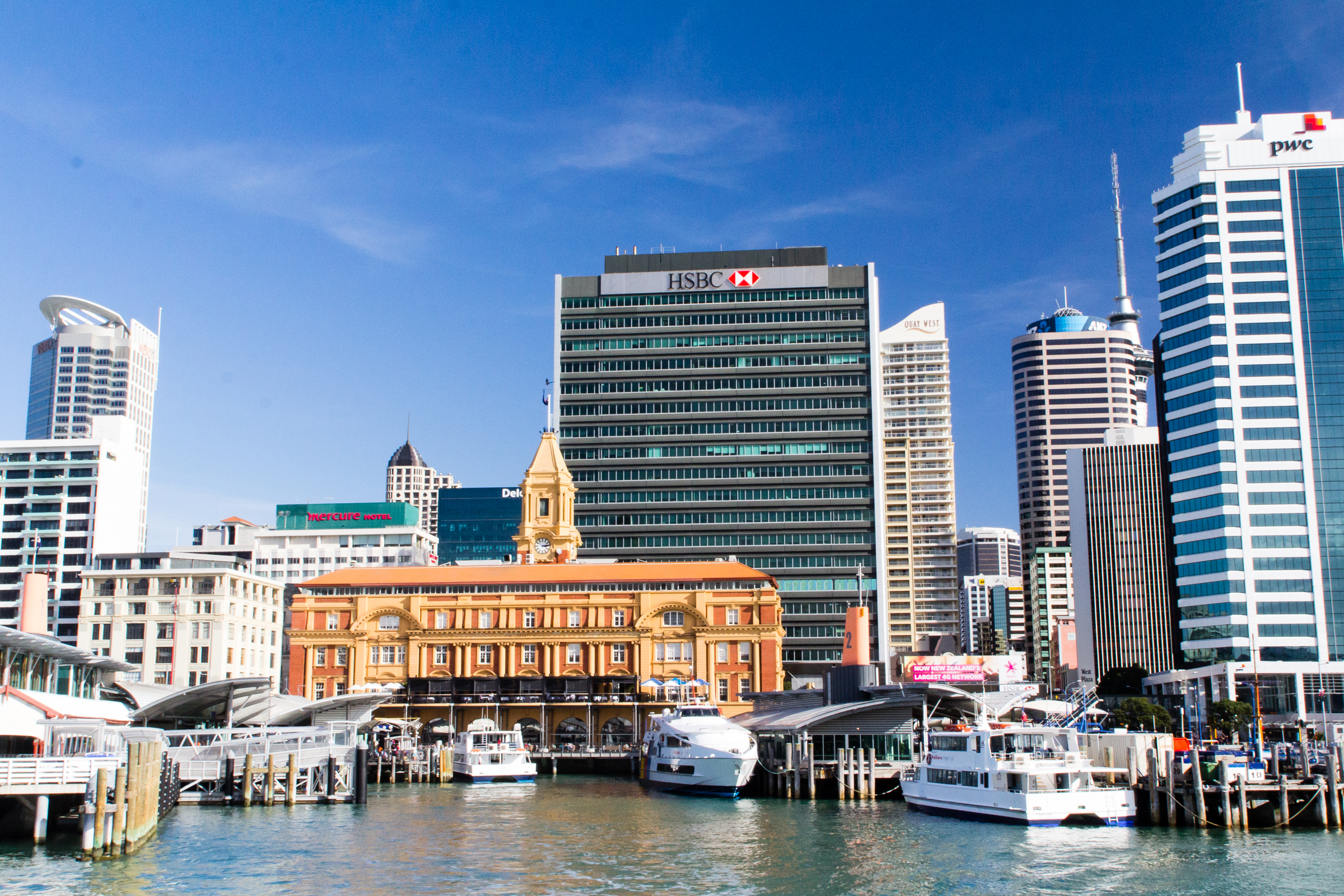
奧克蘭街景

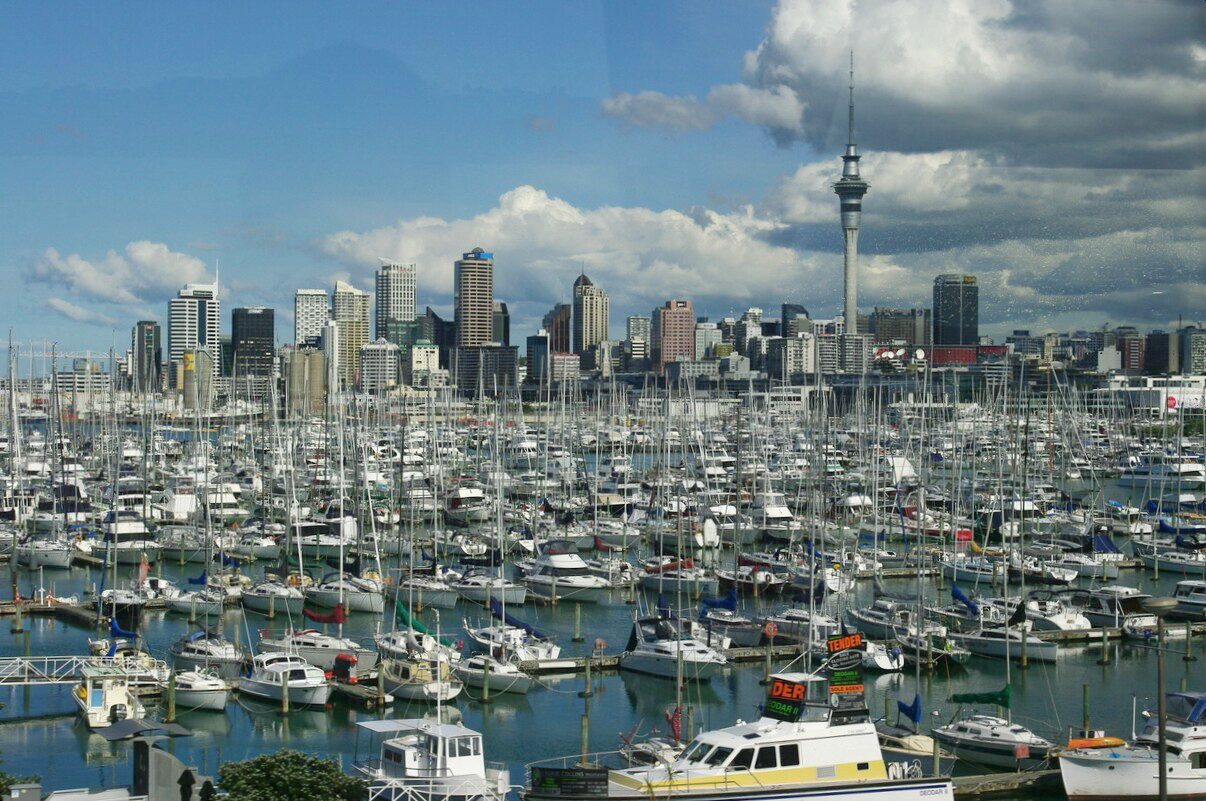
奧克蘭遊艇港

紐西蘭經濟發達，属于已開發國家。過去二十年，紐西蘭經濟成功地從農業為主，轉型為具有國際競爭力的工業化自由市場經濟。農業的勞動力只佔紐西蘭10%，但其畜牧业卻是國家经济基础。全國一半的出口总值在农牧产品。羊肉、奶制品和粗羊毛的出口值皆為世界第一。
紐西蘭是全球最大的鹿茸生产国和出口国，产量占世界30%。主要矿藏有煤、金、铁、天然气，和银、锰、钨、磷酸盐、石油等，但储量不大。石油储量3,000万吨，天然气储量1,700亿立方米。森林资源丰富，面积870万公顷，達全国土地30%。天然林有630万公顷，人造林180万公顷。主要产品有原木、圆木、木桨、纸和木板等。渔产丰富。工业产品偏重农林牧加工，主要為奶制品、毛毯、食品、酿酒、皮革、烟草、造纸和木材加工等轻工业，产品主要供出口。农业已高度机械化，主要农作物為小麦、大麦、燕麦、水果等。粮食需从澳洲进口，不能自足。畜牧业用地1,352万公顷，占国土一半。粗羊毛產量占世界25%，出口量世界第一。紐西蘭的200海里专属经济区為世界第四大，渔产丰富，区内捕鱼潜力每年约50万吨。
紐西蘭气候宜人、环境清新、风景优美、旅游胜地遍布、地表景观富变化。旅游业占國内生产总值约10%，是仅次于乳制品业的第二大创汇产业。北島多火山和温泉，南島多冰河和湖泊。尤其北岛的鲁阿佩胡火山地區，四周14座火山、1,000多個高温地热喷泉、各種沸泉、喷气孔、沸泥塘和间歇泉等千姿百态的奇景，形成世界罕有且独特的火山地热异常带。
紐西蘭的生活水準相當高，在聯合國2014年人類發展指數排名第7。

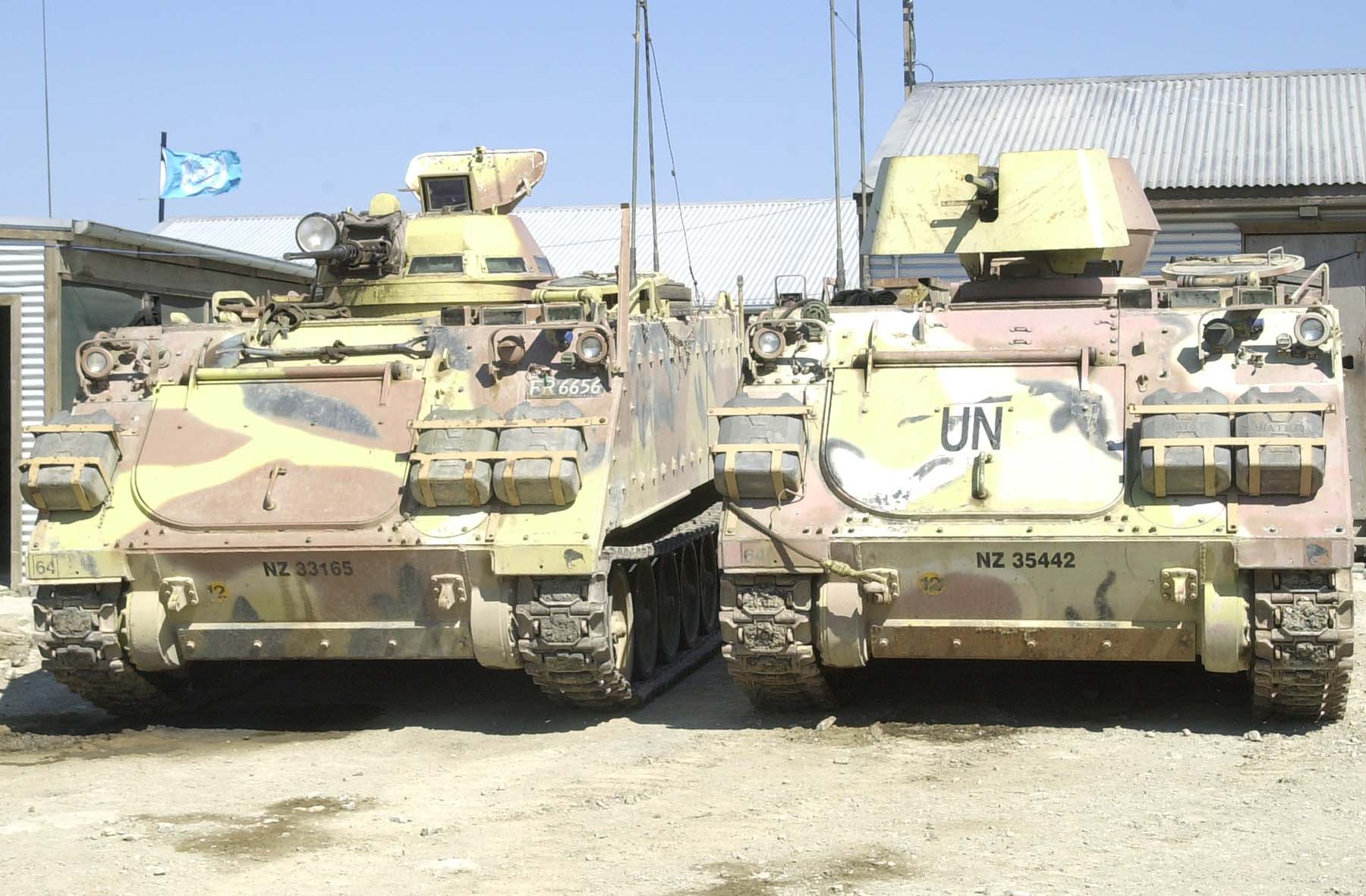
紐西蘭軍隊的M113

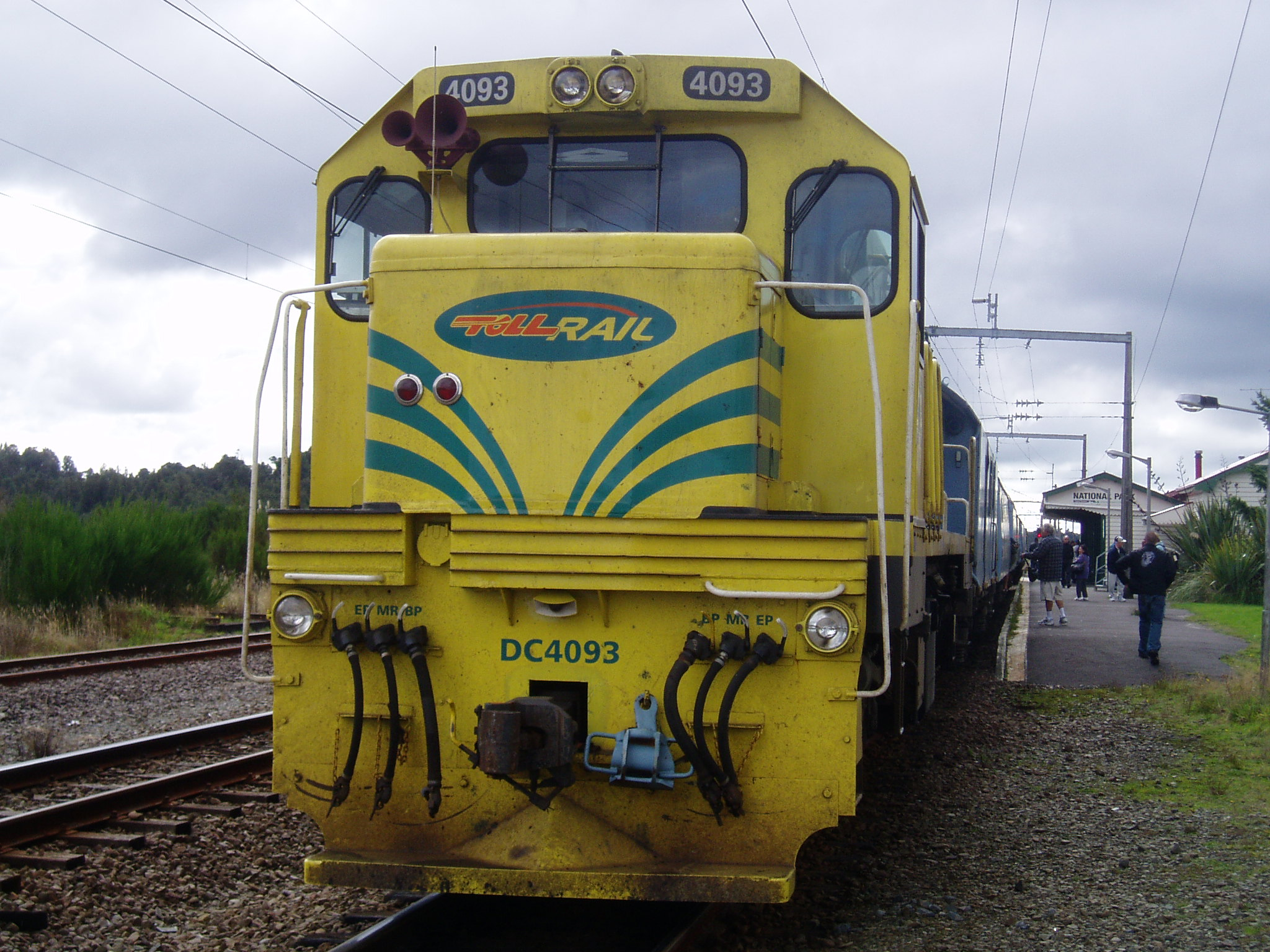
紐西蘭Toll Rail列車

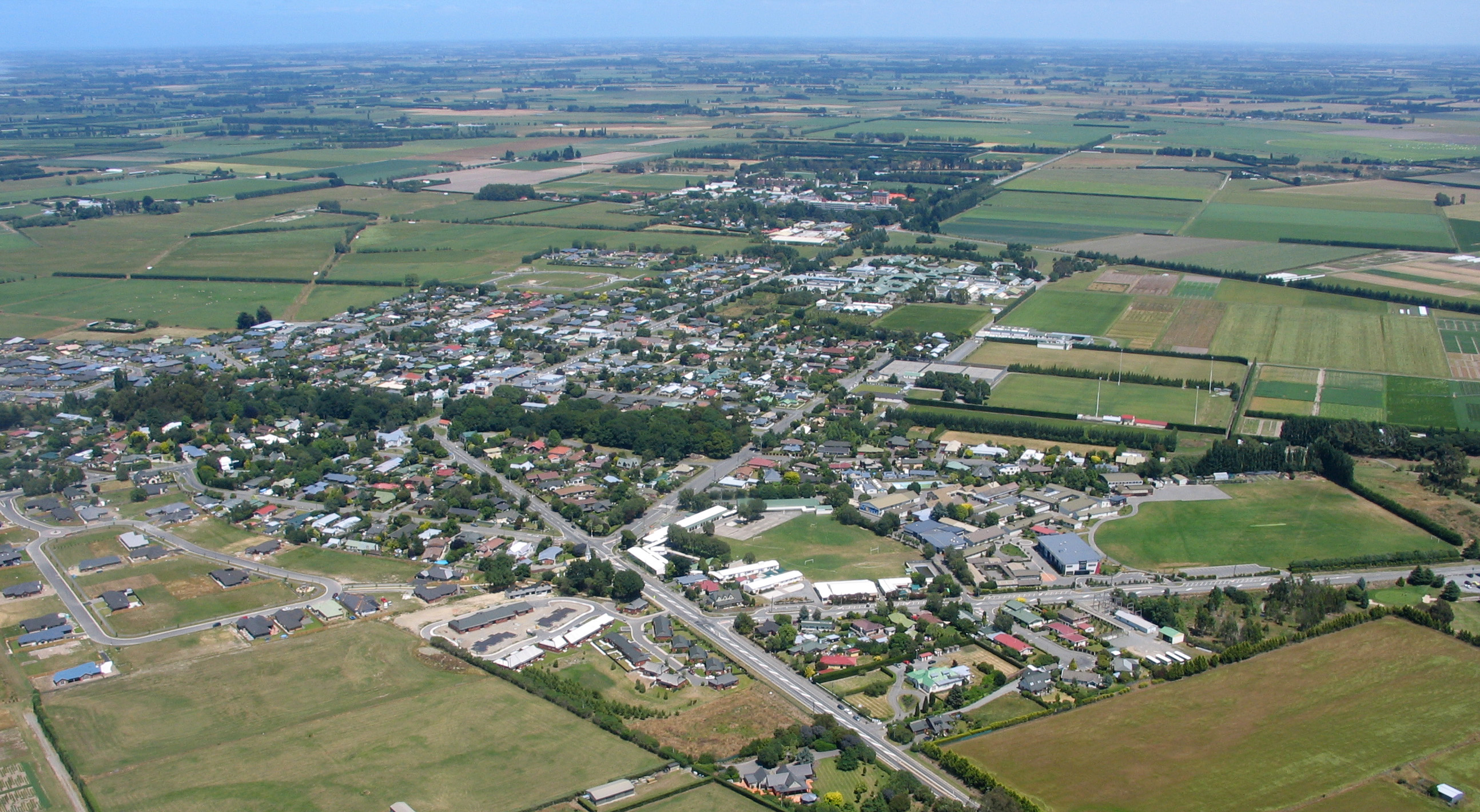
林肯市

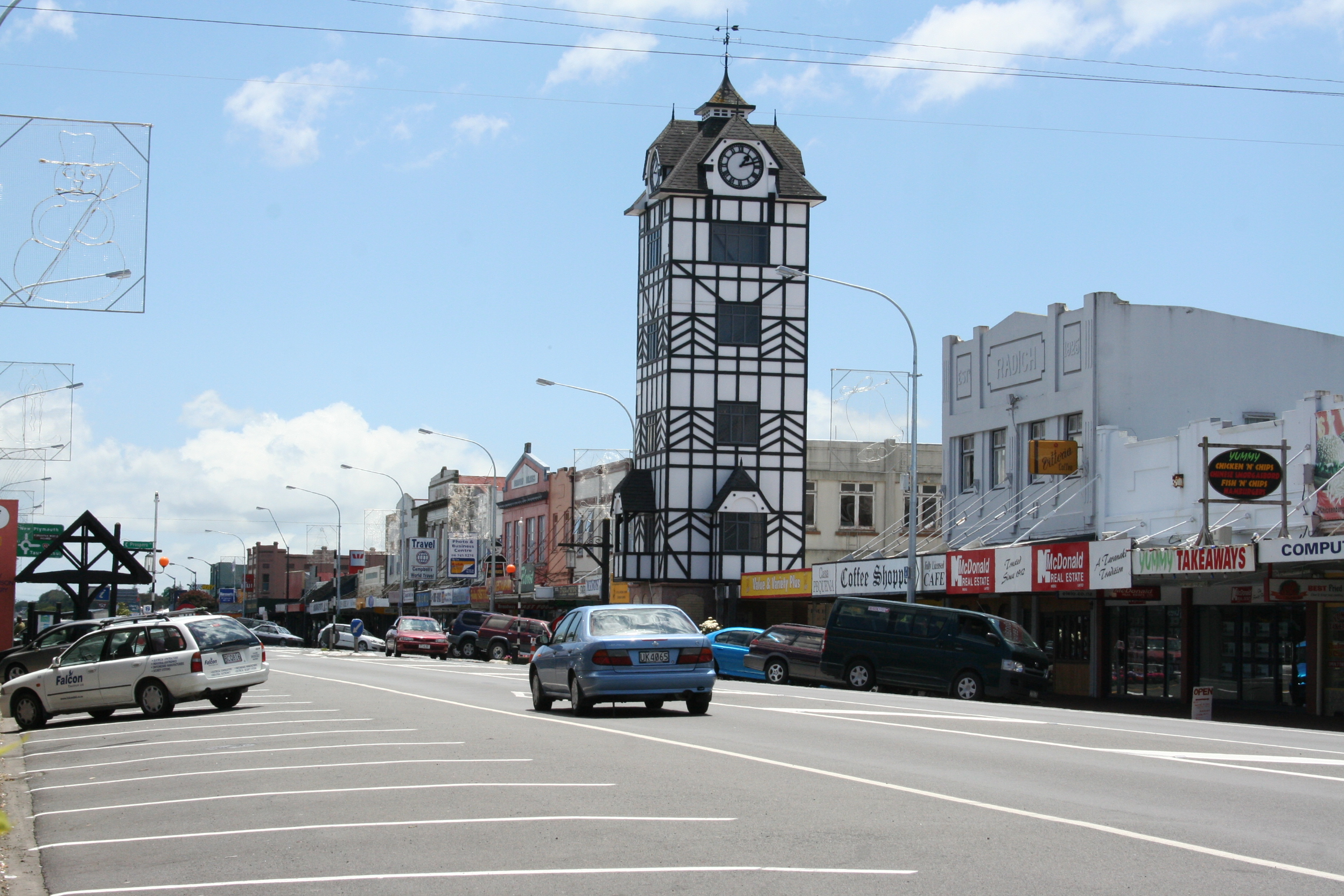
Stratford市

由於農業對紐西蘭經濟的重要，紐西蘭在自然生態檢疫上和澳洲一樣嚴格，對外來生物種有極嚴格的檢查。以保護紐西蘭自然生態環境。

## 教育
紐西蘭兒童五歲入學，法定教育共11年：其中小學6年，初中2年，高中5年（高中最後兩年Y12和Y13可以选择不讀）。
紐西蘭共有8所國立大學，按照地理位置從北往南為：
北島：
- 奧克蘭大學
- 奥克兰理工大学
- 怀卡托大学
- 梅西大学
- 惠灵顿维多利亚大学

南島：
- 坎特伯雷大学
- 林肯大学
- 奥塔哥大学

各地區另外有其理工學院、教育學院和高等教育機構。根據新的移民法規，2006年之後，至紐西蘭攻讀博士（PhD），可享有當地學生的費用，子女亦可以當地学生費用就讀公立中小學，配偶則享有工作權。

## 人口

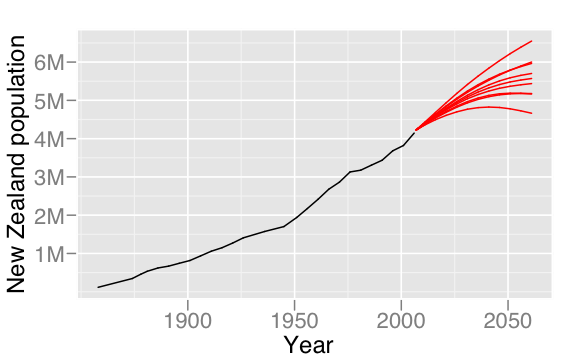
紐西蘭的人口變遷（黑）與預計增長（紅）

紐西蘭人口有500萬人，是個高度都市化的國家；約有72%人口住在16個主要都會區，其中53%住在奧克蘭、基督城、威靈頓與漢密爾頓。紐西蘭城市普遍具有高度適居性，例如奧克蘭就曾於2010年時被評為全球最適合人類居住城市的第4名；威靈頓則排名第12。
2008年，紐西蘭人口的預期壽命是82.4年（女性）和78.4年（男性）；預計在2050年時，紐西蘭的出生時平均餘命將從80歲上升至85歲，嬰兒死亡率也將持續降低。另一方面，紐西蘭的總和生育率是2.1，較其它已開發國家為高，且自然出生率於人口增長中佔顯著地位。並且，紐西蘭擁有較其它工業國家年輕的人口分布，約有20%人口為14歲或14歲以下兒童。2050年時，紐西蘭人口預計將達530萬人，中值年齡預計將由36歲上升至43歲，老年人口比例將由18%上升至29%。

### 民族與移民
2006年人口普查數據顯示，紐西蘭約有67.6%人口屬於歐洲裔，約14.6%屬於毛利族。其他主要族群還包括亞裔（9.2%）和其他太平洋人民（6.9%），有11.1%人口認同自己是「紐西蘭人」，1%認同自己是其它族群。当地共有120个族群。與1961年相比，當時的人口普查數據顯示紐西蘭有92%人口為歐洲裔、7%為毛利族，亞裔和其他太平洋人民僅佔1%左右。當時居住在紐西蘭的區域居民稱謂詞是「紐西蘭人」（New Zealander），於當地和國際上的俗稱則是「Kiwi」。毛利借詞則使用「Pākehā」（紐西蘭白人）指稱「歐洲裔紐西蘭人」，但後者並不喜歡這個稱呼。「Pākehā」一詞如今多被使用於指稱「非玻里尼西亞裔紐西蘭人」。

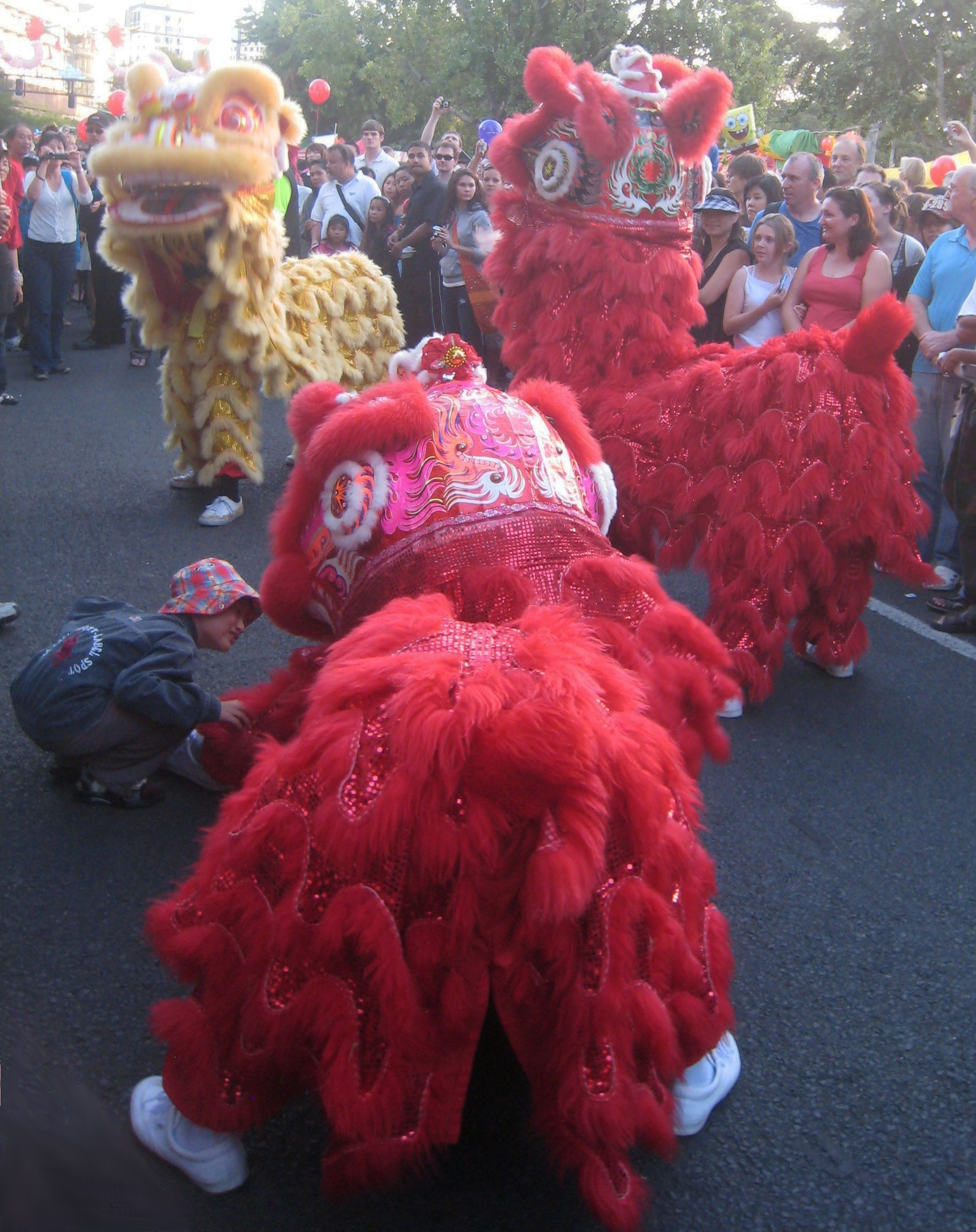
奧克蘭元宵節時的舞狮表演

毛利族是紐西蘭群島上最早的住民，其後才有歐洲殖民者遷入。在殖民地化風潮中，紐西蘭移民主要來自英國、愛爾蘭與澳洲，因為當時紐西蘭移民政策類似澳洲的白澳政策。另外也有許多荷蘭、達爾馬提亞、義大利和德國移民，與來自澳洲、北美、南美與南非等地的歐洲間接移民一同到來。經濟大蕭條時，移民政策放寬，移民來源國也變得較為分散。
根據2001年的人口調查， 纽西兰有6万人在家裡使用標準漢語，有大约4万人在家裡说粤语， 有大约5000人在家里说閩東話及閩南語等閩語。
其它太平洋岛国移民中，有6万人会说薩摩亞語。
歐洲裔少數民族中，法国，德国，俄罗斯裔較為顯著。有約六万五百人在家裡使用法语，大概五万人的第一語言是德语，有一萬人的第一語言是俄羅斯語。
根據最近的人口統計，紐西蘭目前有約三十萬南亞裔居民（ 包含印度裔，孟加拉裔，巴基斯坦裔，斯里蘭卡裔，尼泊爾裔，不丹裔，錫金裔 ），有大約六萬人在家裏説印地語，一萬九千名旁遮普裔（基本上是錫克教徒），有約九千五百居民在家中使用僧加羅語等。

## 軍事
紐西蘭四面临海的獨特環境以及對澳洲的政治、經濟與軍事合作關係，使其並未直接面對外來的軍事威脅，故以恐怖主義為國家和區域安全為最大挑戰，冷戰後紐西蘭重新檢討國防武力的架構、行動與能力，成立紐西蘭安全情報局，並賦予紐西蘭國防武力的主要任務：「確保紐西蘭能抵禦外部威脅，維護紐西蘭的主權利益－包含專屬經濟區的利益；使紐西蘭於利益所在的戰略區域能對突發事件採適切行動。」該國國防軍的特質為軍政、軍令二元化，國防部長與三軍司令屬於軍政系統，國防軍司令屬於軍令系統，直接承接國防部长之命指派聯合部隊執行作戰任務。

## 文化

### 性别平等
1893年，新西蘭的妇女得到了选举权，是世界上第一个女性有选举权的国家。这是十九世纪女权运动的标志性成就。

### LGBT政策
2013年，新西蘭跟随欧美部份的国家和地区，成為亞太區第一個合法化同性婚姻的國家。

### 哈卡舞
哈卡舞（Haka）是紐西蘭毛利人的傳統表演藝術。它是過去毛利人各族在開戰前表演的戰舞，藉以恫嚇對方。
哈卡舞的歌詞不固定，不同族群有其各自歌詞。哈卡舞最大特色是舞蹈結束時，所有舞者皆露出伸長各自的舌頭。原意是模仿敵人被殺後，頭顱被掛在長竿上的樣子。
而他們認為邪惡的人的舌頭是黑的，因此會伸出自己的舌頭證明自己是善良的人。
紐西蘭國家橄欖球隊全黑隊（All-blacks）在比賽前常表演哈卡舞，現時已廣為世人知曉。
依毛利人分類，哈卡舞分成三種：
- Whakatu waewae
- Tutu ngarahu
- Peruperu

### 運動
橄欖球是紐西蘭主要的運動，具有非正式「國家運動」的地位。其他流行運動有板球、草地滾球、籃網球、足球、賽車、高爾夫球、游泳和網球。
橄欖球、籃網球、板球、聯盟式橄欖球和壘球等運動，紐西蘭國家代表隊實力強勁；划船、輕艇和自由車等，傳統上也表現優異。紐西蘭人口不多但運動實力頗佳，若以“單位人口奪牌率”衡量，其在奧林匹克運動會、大英國協運動會皆表現名列前茅,。而新西兰举办的首座体育赛事是在FIFA国际足协总部瑞士最大城市苏黎世，与澳洲联合举办的2023国际足协女足世界杯。。
聯合式橄欖球（一般簡稱橄欖球）幾乎是紐西蘭國家象徵，其國家代表隊又名全黑隊（All Blacks），勝率在全球最高，並以賽前表演哈卡舞而聞名。
近年來紐西蘭國家足球隊（绰号“All Whites”“大白”）的實力亦取得了很大的提高，尤其是在澳洲國家足球隊加入亞足聯后紐西蘭隊成爲了大洋洲冠軍，并於2010年成功打入2010年南非世界杯的決賽階段。在世界杯決賽階段三戰三平，是32支球隊中是唯一一隻保持不敗的球隊，並於分組賽逼平了曾獲得4次世界盃冠軍的當屆衛冕冠軍意大利隊。惠灵顿凤凰队於2007年取代紐西蘭騎士隊開始參與A-League大聯盟的比賽，是紐西蘭現存唯一的一支參與頂級聯盟的職業足球隊。
紐西蘭的極限運動和探險旅行也全球知名。早在1988年，南島皇后鎮便已建立全球首座商業化的高空彈跳場。登山運動頗為流行。最著名的登山家艾德蒙·希拉里爵士，是全球第一位成功攀登珠穆朗瑪峰峰頂的人。
紐西蘭國家運動隊一般都有自己專有的名稱：
- 聯合式男子橄欖球隊為All Blacks （页面存档备份，存于）;
- 聯合式女子橄欖球隊為Black Ferns（页面存档备份，存于）;
- 聯盟式男子橄欖球隊為Kiwis （页面存档备份，存于）;
- 聯盟式女子橄欖球隊為Kiwiferns（页面存档备份，存于）;
- 男子籃球隊為Tall Blacks （页面存档备份，存于）;
- 女子籃球隊為Tall Ferns（页面存档备份，存于）;
- 男子足球隊為All Whites （页面存档备份，存于）;
- 男子板球隊為Black Caps （页面存档备份，存于）;
- 女子籃網球隊為Silver Ferns （页面存档备份，存于）;
- 曲棍球隊為Black Sticks （页面存档备份，存于）;
- 棒球隊為Diamond Blacks （页面存档备份，存于）;
- 壘球隊為Black Socks （页面存档备份，存于）。

### 旅遊

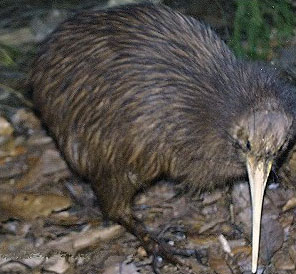
紐西蘭國鳥—鷸鴕（奇異鳥）

联合国教科文组织的世界遺產目錄上，紐西蘭有三處。東格里羅國家公園是自然和文化的雙重遺產，其他兩處為自然遺產。
- 東格里羅國家公園（nc, 1990年，1993年）。
- “綠玉之地”（蒂瓦希波乌纳穆）（毛利文：Te Wahipounamu），（n, 1990年）：位於紐西蘭西南部，包括“西地國家公園”、“庫克山國家公園”、“愛詩勃林山國家公園”、“弗儸德蘭國家公園”和米爾福德峽灣。
- 亞南極群島（n, 1998年）。

#### 其他旅遊景點

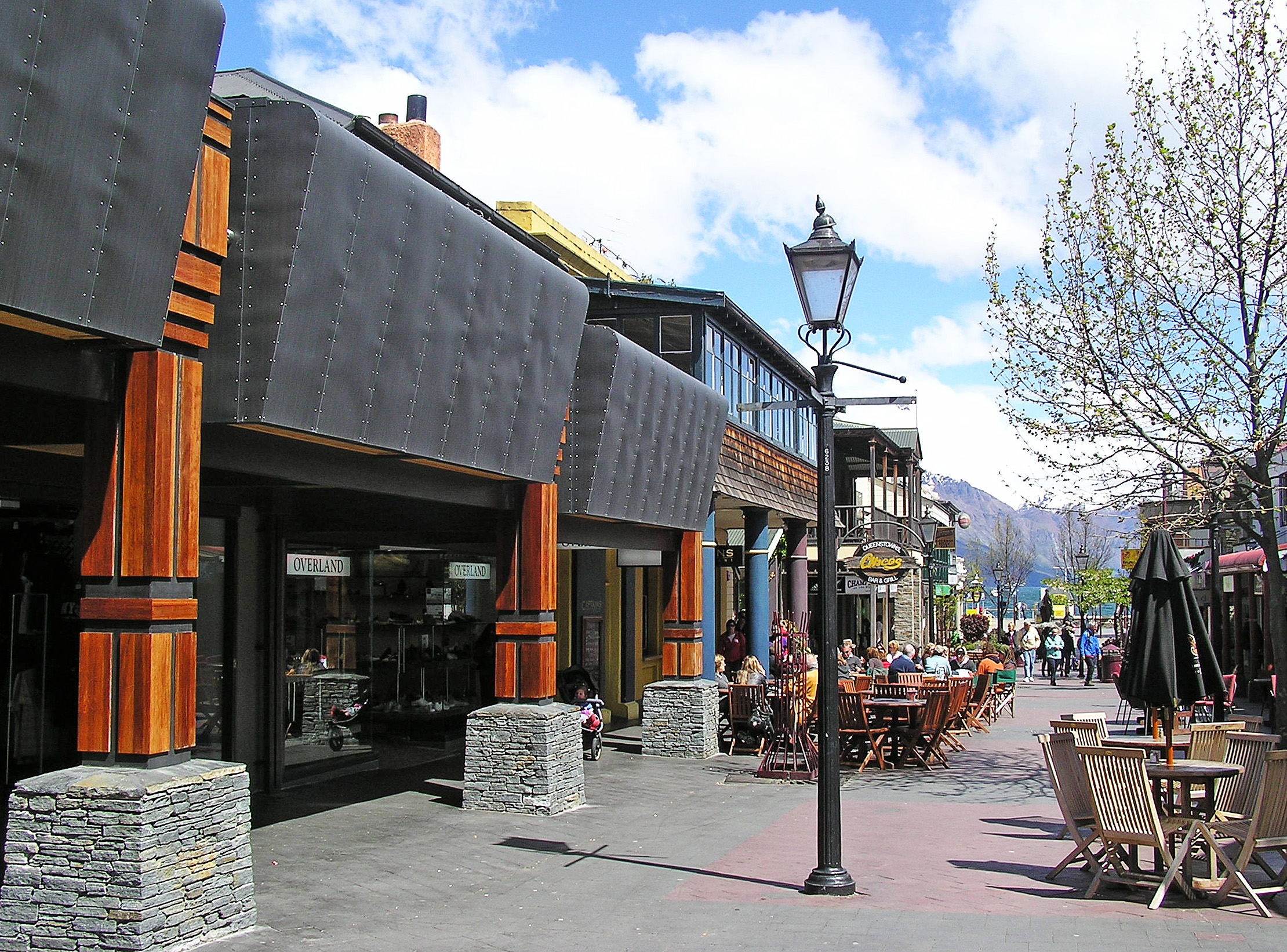
纽西兰南岛的皇后镇

- 南岛的皇后镇
- 陶波湖
- 懷托摩螢火蟲洞
- 凱富拉：從前盛產龍蝦，現為賞鯨熱點。

## 雜誌
- 《紐西蘭聆聽者》（New Zealand listeners）
- 《紐西蘭女性周刊》（New Zealand women’s weekly）
- 《北方與南方》（North and south）

已停刊的雜誌：
- New Zealand Russian monthly ( 《 紐西蘭俄羅斯裔月報》 ）
- Out magazine（男同志社群月刊）

## 交通

### 飛機
- 北島：奧克蘭國際機場
- 南島：基督城國際機場

### 火車
- 北島火車
- 南島火車

### 公車
- 基督城：超級巴士Super Shuttle

### 電車
- 基督城市中心電車

### 船舶
- 北島↔南島
- 南島↔史都華島

## 其他
- 紐西蘭鳥類列表
- 銀行營業時間：上午9:00－下午4:30（各行可能略不同）
- 工作時間：週一至週五，上午9:00－下午5:00
- 貨幣：紐西蘭元。纸币面额有5元、10元、20元、50元、100元。硬幣面额有10分、20分、50分、1元、2元。不再發行5分硬幣，且改小10分、20分、50分的尺寸。
- 消費：各主要信用卡廣泛被接納。所有“商品和服務”必須徵收15%的消費稅（GST）。
- 電源：230伏特、50赫茲的交流電，I型的插座（3眼Y型,插頭外型同於中华人民共和国及澳大利亚，只是電壓不同，但一般電器能通用）。
- 電話系統：同於英國，採用BT 600接口而非RJ-11接口。電話線連接BT 600接口的第2、第5根線，或者RJ-11接口的第3、第4根線。電話系統大多數支持DTMF音頻撥號。
  - 注意：紐西蘭的脈衝撥號，与世上大多數國家迥异。
- 英文报纸：奧克蘭紐西蘭先驱报和週日星時報（英语：Sunday Star-Times）、威靈頓The Dominion Post（英语：The Dominion Post (Wellington)）、基督城The Press（英语：The Press）
- 中文报纸：新西兰联合报、先驱报、华页报

紐西蘭的社會問題：
- 根據紐西蘭處理家暴組（ New Zealand family violence organization )在2017年6月的統計，有35%的紐西蘭女性面臨着不同程度的家庭暴力問題。

### 引用
1. ↑  . Statistics New Zealand.   [2014-09-07]. （原始内容存档于2014-10-06）.
2. ↑  [Society=2023%20Census&hc[Census%20year]=2023&snb=4&vw=tb&df[ds]=ds-nsiws-disseminate&df[id]=CEN23_TBT_004&df[ag]=STATSNZ&df[vs]=1.0&dq=raTotal%2Bra00000%2Bra10100%2Bra10101%2Bra10102%2Bra10103%2Bra10104%2Bra10105%2Bra10199%2Bra20000%2Bra20100%2Bra20102%2Bra20103%2Bra20199%2Bra20201%2Bra20301%2Bra20302%2Bra20400%2Bra20401%2Bra20402%2Bra20403%2Bra20499%2Bra20500%2Bra20502%2Bra20503%2Bra20599%2Bra20600%2Bra20601%2Bra20602%2Bra20603%2Bra20604%2Bra20605%2Bra20606%2Bra20699%2Bra20700%2Bra20701%2Bra20799%2Bra20801%2Bra20802%2Bra20803%2Bra20804%2Bra20901%2Bra21001%2Bra21101%2Bra21200%2Bra21201%2Bra21202%2Bra21203%2Bra21299%2Bra21300%2Bra21301%2Bra21302%2Bra21303%2Bra21304%2Bra21305%2Bra21399%2Bra21400%2Bra21401%2Bra21402%2Bra21403%2Bra21404%2Bra21405%2Bra21406%2Bra21407%2Bra21408%2Bra21409%2Bra21410%2Bra21411%2Bra21412%2Bra21413%2Bra21414%2Bra21415%2Bra21416%2Bra21417%2Bra21499%2Bra21501%2Bra21502%2Bra21503%2Bra21504%2Bra21505%2Bra21506%2Bra21507%2Bra21600%2Bra21701%2Bra21801%2Bra21802%2Bra29901%2Bra29902%2Bra29903%2Bra29905%2Bra29906%2Bra29908%2Bra29909%2Bra29910%2Bra29911%2Bra29999%2Bra30100%2Bra30101%2Bra30102%2Bra30103%2Bra30199%2Bra40100%2Bra40101%2Bra40102%2Bra40103%2Bra40104%2Bra40199%2Bra50100%2Bra50101%2Bra50102%2Bra50103%2Bra60000%2Bra60101%2Bra60201%2Bra60901%2Bra60999%2Bra70000%2Bra70101%2Bra70200%2Bra70201%2Bra70202%2Bra70203%2Bra70204%2Bra70205%2Bra70299%2Bra70301%2Bra70401%2Bra70901%2Bra70999%2Bra80000%2Bra80101%2Bra80200%2Bra80201%2Bra80202%2Bra80299%2Bra80301%2Bra80400%2Bra80401%2Bra80402%2Bra80403%2Bra80499%2Bra80601%2Bra80701%2Bra80702%2Bra80801%2Bra80901%2Bra81001%2Bra81101%2Bra81102%2Bra81103%2Bra81104%2Bra81105%2Bra81106%2Bra81107%2Bra81108%2Bra81109%2Bra81110%2Bra81111%2Bra81199%2Bra95555%2BraTS%2Bra94444%2Bra97777%2Bra98888%2Bra99999.2018%2B2023&ly[rw]=CEN23_TBT_IND_001&ly[cl]=CEN23_YEAR_001&to[TIME]=false ]. Statistics New Zealand.   [13 October 2024].
3. ↑  . Worldometers. 2024-12-14  [2024-12-14]. （原始内容存档于2024-12-14）.
4. ↑  . New Zealand Land Cover Database 2. New Zealand Ministry for the Environment. 2009-07-01  [2011-04-26]. （原始内容存档于2011-03-14）.
5. ↑  . Statistics New Zealand. 2024-05-29  [2024-05-29]. （原始内容存档于2024-06-05）.
6. 1 2 3 4  . World Economic Outlook Database. International Monetary Fund (IMF). April 2023  [2023-04-21]. （原始内容存档于2023-04-21）.
7. ↑   (PDF). UNITED NATIONS DEVELOPMENT PROGRAMME.   [2019-12-21]. （原始内容 (PDF)存档于2020-01-18）.
8. ↑  . 中央社 CNA.   [2022-10-27]. （原始内容存档于2022-11-24） （中文（臺灣））.
9. 1 2  Williamson, Maurice.  (新闻稿). New Zealand Government. 2013-10-10  [2014-09-08]. （原始内容存档于2014-10-08）.
10. ↑  . Wikipedia. 2021-12-14 （英语）.
11. ↑  Wilmshurst, Janet M.; Hunt, Terry L.; Lipo, Carl P.; Anderson, Atholl J. . Proceedings of the National Academy of Sciences. 2011-02, 108 (5). ISSN 0027-8424. PMC 3033267 . PMID 21187404. doi:10.1073/pnas.1015876108 （英语）.
12. ↑  Te One, Annie; Clifford, Carrie. . Frontiers in Sociology. 2021, 6: 613340. ISSN 2297-7775. PMC 8022796 . PMID 33869564. doi:10.3389/fsoc.2021.613340 .
13. ↑  English, Bill. . New Zealand Centre for Political Research. 7 May 2002  [2020-04-12]. （原始内容存档于2024-05-30）.
14. ↑  . New Zealand Ministry for Culture and Heritage.   [16 April 2013]. （原始内容存档于2016-10-30）.
15. ↑  李龍華. . 臺北市: 三民書局. 2005年2月.
16. ↑  From NIWA Science climate overview （页面存档备份，存于）.
17. ↑  . Statistics New Zealand.   [2016-05-11]. （原始内容存档于2021-10-15） （英语）..
18. ↑  . 中華民國外交部全球資訊網.   [2025-07-03] （中文（臺灣））.
19. ↑  . Statistics New Zealand. 2007-06-30  [2010-04-30]. （原始内容存档于2011-08-25） （英语）.
20. ↑  . Mercer. 2010-05  [2010-04-30]. （原始内容存档于2011-01-04） （英语）.
21. ↑  . Births and Deaths: December 2009 quarter. Statistics New Zealand.   [2010-04-27]. （原始内容存档于2010-05-13） （英语）.
22. 1 2  Department of Economic and Social Affairs Population Division.  (PDF). 2008 revision. United Nations. 2009  [2009-08-29]. （原始内容存档 (PDF)于2018-10-24）.
23. ↑  . 2006 Census QuickStats National highlights. Statistics New Zealand.   [2011-01-18]. （原始内容存档于2017-11-23） （英语）.
24. ↑  . 2006 Census QuickStats National highlights. Statistics New Zealand.   [2010-04-30]. （原始内容存档于2010-05-25） （英语）.
25. ↑  Collins, Simon. . New Zealand Herald. 2010-10  [2014-02-08]. （原始内容存档于2018-10-01） （英语）.
26. ↑  Simon Dalby. . Political Geography: 437–456.   [2018-04-02]. ISSN 0962-6298. doi:10.1016/0962-6298(93)90012-v. （原始内容存档于2018-06-15）.
27. ↑  Callister, Paul.  (PDF). New Zealand Population Review. 2004, 30 (1&2): 5–22  [2014-02-08]. （原始内容存档 (PDF)于2011-05-15） （英语）.
28. ↑  Misa, Tapu. . New Zealand Herald. 2006-03-08. （原始内容存档于2012-04-12） （英语）.
29. ↑   (PDF). Statistics New Zealand. 2009-04  [2011-01-18]. （原始内容存档 (PDF)于2011-11-02） （英语）.
30. ↑  Ranford, Jodie. . Māori News.   [2008-02-20]. （原始内容存档于2011-04-07） （英语）.
31. ↑  Socidad Peruana de Medicina Intensiva (SOPEMI). . Organisation for Economic Co-operation and Development. 2000: 276–278 （英语）.
32. ↑  Walrond, Carl. . Te Ara: The Encyclopedia of New Zealand. 2007-09-21  [2010-04-30]. （原始内容存档于2010-05-24） （英语）.
33. ↑  . Te Ara - the Encyclopedia of New Zealand.   [2010-04-30]. （原始内容存档于2010-05-22） （英语）.
34. ↑  吳東林，紐西蘭國防武力與區域安全，台灣國際研究季刊，第二卷第一期，頁７３。
35. ↑  http://news.rti.org.tw/index_newsContent.aspx?nid=418217%5B%5D
36. ↑  . sparc.org.nz. 2007-10-17  [2008-02-17]. （原始内容存档于2009-04-17）.
37. ↑  . Australian Bureau of Statistics. 2004-08-30  [2008-02-17]. （原始内容存档于2009-12-01）.
38. ↑  . users.skynet.be/hermandw/olymp/.   [2008-02-17]. （原始内容存档于2008-09-13）.
39. ↑  .   [2023-02-17]. （原始内容存档于2023-03-03）.
40. ↑  Zavos (2007).
41. ↑  . tourism.net.nz.   [2008-02-17]. （原始内容存档于2008-04-03）.
42. ↑  Bain（2006）,pg69.
43. ↑  . bungy.co.nz.   [2008-02-17]. （原始内容存档于2008-10-14）.